# Abraham Chepkirwok
Abraham Chepkirwok (né le 18 novembre 1988 à Kapchorwa) est un athlète ougandais, spécialiste du demi-fond.

## Biographie

### Palmarès
| Date | Compétition                     | Lieu      | Résultat | Épreuve | Performance   |
| ---- | ------------------------------- | --------- | -------- | ------- | ------------- |
| 2006 | Championnats du monde juniors   | Pékin     | 3e       | 800 m   | 1 min 47 s 79 |
| 2007 | Championnats du monde           | Osaka     | 4e       | 800 m   | 1 min 47 s 41 |
| 2008 | Finale mondiale de l'athlétisme | Stuttgart | 2e       | 800 m   | 1 min 49 s 22 |

### Records
| Épreuve               | Performance   | Lieu      | Date           |
| --------------------- | ------------- | --------- | -------------- |
| 800 mètres            | 1 min 43 s 72 | Madrid    | 5 juillet 2008 |
| 800 mètres (en salle) | 1 min 46 s 91 | Stuttgart | 3 février 2007 |